# Fenwick (Yorkshire du Sud)
Pour les articles homonymes, voir Fenwick.
Fenwick est un village et une paroisse civile du Yorkshire du Sud, en Angleterre.